# Ернест Терпіловський
Ернест Терпіловський (пол. Ernest Terpiłowski, нар. 14 вересня 2001, Бжег-Дольний, Польща) — польський футболіст, атакувальний півзахисник клубу «Відзев».

## Ігрова кар'єра

### Клубна
Ернест Терпіловський є вихованцем клубу «Лехія» (Дзержонюв) з Четвертої ліги. На професійному рівні футболіст дебютував у клубі «Термаліка Брук-Бет» у Першій лізі у сезоні 2019/20. 
У березні 2022 року Терпіловський перейшов до клубу «Відзев», з яким у сезоні 2021/22 посів друге місце у Першій лізі і виборов підвищення в класі. Наступний сезон футболіст розпочав в елітному дивізіоні чемпіонату Польщі.

### Збірна
З 2021 року Ернест Терпіловський є гравцем юнацької збірної Польщі.